# Nebria biseriata
Nebria biseriata (лат.) — вид жуков-жужелиц из подсемейства плотинников. Распространён на юге Хабаровского края, Амурской области России и в северо-восточном Китае. Длина тела имаго 8,8—10,2 мм. Тело тёмно-бурого цвета.